# Ocoa (gruva i Chile)
Ocoa är en gruva i Chile.   Den ligger i provinsen Provincia de Quillota och regionen Región de Valparaíso, i den södra delen av landet, 70 km nordväst om huvudstaden Santiago de Chile. Ocoa ligger 816 meter över havet.
Terrängen runt Ocoa är bergig åt sydväst, men åt nordost är den kuperad. Runt Ocoa är det ganska tätbefolkat, med 78 invånare per kvadratkilometer.. Närmaste större samhälle är Quillota, 12,5 km väster om Ocoa. 
Trakten runt Ocoa består i huvudsak av gräsmarker.